# Lluís Guillem de Baden-Baden
Lluís Guillem de Baden-Baden (en alemany Ludwig Wilhelm von Baden-Baden) va néixer el 8 d'abril de 1655 a París, i va morir el 4 de gener de 1707 a Rastatt. Era un noble alemany, fill de Ferran Maximilià (1625-1669) i de la princesa Lluïsa Cristina de Savoia-Carignan (1627-1689).
El 1669, quan Lluís Guillem tenia catorze anys, va morir el seu pare en un accident de caça prop de Heidelberg. De manera que el seu avi, Guillem de Baden-Baden (1593-1677), va confiar la seva educació a Cosimo Marzi Medici qui li ensenyà les arts de la guerra i el preparà per esdevenir l'hereu i successor de marcgraviat de Baden-Baden. Va viatjar per França i Itàlia residint una temporada a Nàpols per estudiar Dret.
Va iniciar la seva carrera militar el 1674 amb l'exèrcit imperial, tenint com a instructor a Raymond Montecuccoli. Pels seus mèrits en el setge de Philippsburg, l'emperador Leopold I li va confiar el comandament d'un regiment d'infanteria.
Amb la mort del seu avi, el 22 de maig de 1677, va esdevenir marcgravi de Baden-Baden, tot i estar-ne molt absent degut a les campanyes militars al servei de l'emperador de Sacre Imperi Romanogermànic. Durant la Gran Guerra Turca (1683-1699) se li va atribuir el sobrenom de Lluís el Roig o Lluís el Turc. Va participar en l'alliberament deViena el (1683) i en la Batalla de Mohács en 1687. Després de la guerra contra els turcs, Lluís Guillem va obtenir a Slankamen, a Sèrbia, el 19 d'agost de 1691, una de les seves victòries més importants, per la qual cosa l'emperador el nomenà general de l'exèrcit imperial i el condecorà amb l'Orde del Toisó d'Or.
Bona part de les seves possessions, entre les quals el seu palau de Baden-Baden, van ser destruïdes durant la guerra entre França i el Sacre Imperi Romanogermànic (1688-1697). Però, tot seguit, en va construir un altre a Rastatt seguint el model del palau de Versalles.
En la Guerra de Successió Espanyola, va obtenir la rendició de la ciutadella de Landau després de quatre mesos de setge el (1702). Va ser en el transcurs de la batalla de Blenheim, el 13 d'agost de 1704, que Lluís Guillem va ser greument ferit. Traslladat a la seva ciutat de Rastatt, va morir el 4 de gener de 1707.

## Matrimoni i fills
El 27 de març de 1690 es va casar amb la jove princesa Sibil·la Augusta de Saxònia-Lauenburg (1675-1733), filla del duc Juli Francesc
(1641-1689) i de Maria Hedwig de Sulzbach (1650-1681). El matrimoni va tenir nou fills:
- Leopold Guillem (1695-1696)
- Carlota (1696-1700)
- Carles Josep (1697-1703)
- Guillemina (1700-1702)
- Lluïsa (1701-1707)
- Lluís Jordi (1702-1761), casat primer amb Maria Anna de Schwarzenberg, i després amb Maria Anna de Baviera.
- Guillem Jordi (1703-1709)
- Augusta (1704-1726), casada amb el duc Lluís d'Orleans (III duc d'Orleans) (1703-1752).
- August Jordi (1706-1771), casat amb Maria Victòria d'Arenberg.